# Németország a 2006. évi téli olimpiai játékokon
Németország az olaszországi Torinóban megrendezett 2006. évi téli olimpiai játékok egyik részt vevő nemzete volt. Az országot az olimpián 15 sportágban 155 sportoló képviselte, akik összesen 29 érmet szereztek.

## Érmesek
| Érem  | Versenyző                                                                            | Sportág          | Versenyszám                  |
| ----- | ------------------------------------------------------------------------------------ | ---------------- | ---------------------------- |
| Arany | Sven Fischer                                                                         | Biatlon          | Férfi 10 km sprint           |
| Arany | Michael Greis                                                                        | Biatlon          | Férfi 15 km tömegrajtos      |
| Arany | Michael Greis                                                                        | Biatlon          | Férfi 20 km egyéni indításos |
| Arany | Ricco Groß Michael Rösch Sven Fischer Michael Greis                                  | Biatlon          | Férfi 4 × 7,5 km váltó       |
| Arany | Kati Wilhelm                                                                         | Biatlon          | Női 10 km üldözőverseny      |
| Arany | André Lange Kevin Kuske                                                              | Bob              | Férfi kettes                 |
| Arany | André Lange René Hoppe Kevin Kuske Martin Putze                                      | Bob              | Férfi négyes                 |
| Arany | Sandra Kiriasis Anja Schneiderheinze                                                 | Bob              | Női kettes                   |
| Arany | Georg Hettich                                                                        | Északi összetett | Normálsánc + 15 km           |
| Arany | Daniela Anschütz-Thoms Lucille Opitz Claudia Pechstein Sabine Völker Anni Friesinger | Gyorskorcsolya   | Női csapat                   |
| Arany | Sylke Otto                                                                           | Szánkó           | Női egyes                    |
| Ezüst | Martina Glagow                                                                       | Biatlon          | Női 10 km üldözőverseny      |
| Ezüst | Kati Wilhelm                                                                         | Biatlon          | Női 12,5 km tömegrajtos      |
| Ezüst | Martina Glagow                                                                       | Biatlon          | Női 15 km egyéni indításos   |
| Ezüst | Martina Glagow Andrea Henkel Katrin Apel Kati Wilhelm                                | Biatlon          | Női 4 × 6 km váltó           |
| Ezüst | Björn Kircheisen Georg Hettich Ronny Ackermann Jens Gaiser                           | Északi összetett | Csapat                       |
| Ezüst | Claudia Pechstein                                                                    | Gyorskorcsolya   | Női 5000 m                   |
| Ezüst | Claudia Künzel                                                                       | Sífutás          | Női egyéni sprint            |
| Ezüst | Andreas Schlütter Jens Filbrich René Sommerfeldt Tobias Angerer                      | Sífutás          | Férfi 4 × 10 km váltó        |
| Ezüst | Stefanie Böhler Viola Bauer Evi Sachenbacher-Stehle Claudia Künzel                   | Sífutás          | Női 4 × 5 km váltó           |
| Ezüst | Amelie Kober                                                                         | Snowboard        | Női parallel giant slalom    |
| Ezüst | Silke Kraushaar                                                                      | Szánkó           | Női egyes                    |
| Ezüst | Andre Florschütz Torsten Wustlich                                                    | Szánkó           | Kettes                       |
| Bronz | Sven Fischer                                                                         | Biatlon          | Férfi 12,5 km üldözőverseny  |
| Bronz | Uschi Disl                                                                           | Biatlon          | Női 12,5 km tömegrajtos      |
| Bronz | Georg Hettich                                                                        | Északi összetett | Nagysánc + 7,5 km            |
| Bronz | Anni Friesinger                                                                      | Gyorskorcsolya   | Női 1000 m                   |
| Bronz | Tobias Angerer                                                                       | Sífutás          | Férfi 15 km                  |
| Bronz | Tatjana Hüfner                                                                       | Szánkó           | Női egyes                    |

## Alpesisí
Férfi
| Versenyző        | Versenyszám      | 1. futam      | 1. futam      | 2. futam      | 2. futam      | Összesítés | Összesítés |
| Versenyző        | Versenyszám      | Idő           | Hely.         | Idő           | Hely.         | Idő        | Helyezés   |
| ---------------- | ---------------- | ------------- | ------------- | ------------- | ------------- | ---------- | ---------- |
| Felix Neureuther | Műlesiklás       | 55,16         | 22.*          | nem ért célba | nem ért célba | kiesett    | kiesett    |
| Felix Neureuther | Óriás-műlesiklás | nem ért célba | nem ért célba | kiesett       | kiesett       | kiesett    | kiesett    |
| Alois Vogl       | Műlesiklás       | nem ért célba | nem ért célba | kiesett       | kiesett       | kiesett    | kiesett    |

Női
| Versenyző                  | Versenyszám            | 1. futam      | 1. futam      | 2. futam      | 2. futam      | Összesítés | Összesítés |
| Versenyző                  | Versenyszám            | Idő           | Hely.         | Idő           | Hely.         | Idő        | Helyezés   |
| -------------------------- | ---------------------- | ------------- | ------------- | ------------- | ------------- | ---------- | ---------- |
| Monika Bergmann-Schmuderer | Műlesiklás             | 43,48         | 11.           | 48,36         | 23.*          | 1:31,84    | 16.        |
| Martina Ertl-Renz          | Műlesiklás             | nem ért célba | nem ért célba | kiesett       | kiesett       | kiesett    | kiesett    |
| Martina Ertl-Renz          | Óriás-műlesiklás       | 1:01,44       | 5.            | 1:11,10       | 21.           | 2:12,54    | 15.        |
| Martina Ertl-Renz          | Szuperóriás-műlesiklás |               |               |               |               | 1:34,03    | 16.        |
| Annemarie Gerg             | Műlesiklás             | 43,37         | 8.            | 47,52         | 9.            | 1:30,89    | 7.         |
| Annemarie Gerg             | Óriás-műlesiklás       | 1:03,04       | 23.           | nem ért célba | nem ért célba | kiesett    | kiesett    |
| Petra Haltmayr             | Lesiklás               |               |               |               |               | 1:57,69    | 6.         |
| Petra Haltmayr             | Szuperóriás-műlesiklás |               |               |               |               | 1:33,50    | 9.*        |

| Versenyző                  | Versenyszám | Műlesiklás | Műlesiklás | Műlesiklás | Műlesiklás | Műlesiklás | Műlesiklás | Lesiklás | Lesiklás | Összesítés | Összesítés |
| Versenyző                  | Versenyszám | 1. futam   | 1. futam   | 2. futam   | 2. futam   | Össz.      | Össz.      | Lesiklás | Lesiklás | Összesítés | Összesítés |
| Versenyző                  | Versenyszám | Idő        | Hely.      | Idő        | Hely.      | Idő        | Hely.      | Idő      | Hely.    | Idő        | Helyezés   |
| -------------------------- | ----------- | ---------- | ---------- | ---------- | ---------- | ---------- | ---------- | -------- | -------- | ---------- | ---------- |
| Monika Bergmann-Schmuderer | Összetett   | 40,37      | 17.        | 43,89      | 8.         | 1:24,26    | 10.        | 1:32,54  | 23.      | 2:56,80    | 16.        |
| Martina Ertl-Renz          | Összetett   | 39,28      | 8.         | 43,92      | 9.         | 1:23,20    | 7.         | 1:31,08  | 12.      | 2:54,28    | 7.         |

* - egy másik versenyzővel azonos eredményt ért el

## Biatlon
Férfi
| Versenyző                                           | Versenyszám           | Lövőhiba    | Időeredmény | Helyezés |
| --------------------------------------------------- | --------------------- | ----------- | ----------- | -------- |
| Sven Fischer                                        | 10 km sprint          | 0 (0+0)     | 26:11,6     |          |
| Sven Fischer                                        | 12,5 km üldözőverseny | 4 (2+2+0+0) | 35:35,8     |          |
| Sven Fischer                                        | 15 km tömegrajtos     | 2 (0+1+0+1) | 48:53,7     | 17.      |
| Sven Fischer                                        | 20 km egyéni          | 3 (1+0+1+1) | 57:14,3     | 17.      |
| Michael Greis                                       | 10 km sprint          | 3 (2+1)     | 28:22,9     | 33.      |
| Michael Greis                                       | 12,5 km üldözőverseny | 1 (1+0+0+0) | 36:39,9     | 8.       |
| Michael Greis                                       | 15 km tömegrajtos     | 1 (0+0+1+0) | 47:20,0     |          |
| Michael Greis                                       | 20 km egyéni          | 1 (0+1+0+0) | 54:23,0     |          |
| Ricco Groß                                          | 10 km sprint          | 0 (0+0)     | 27:15,1     | 6.       |
| Ricco Groß                                          | 12,5 km üldözőverseny | 2 (1+0+0+1) | 37:23,5     | 12.      |
| Ricco Groß                                          | 20 km egyéni          | 1 (0+0+0+1) | 56:14,3     | 11.      |
| Michael Rösch                                       | 15 km tömegrajtos     | 3 (1+0+1+1) | 48:19,9     | 10.      |
| Michael Rösch                                       | 20 km egyéni          | 6 (2+0+1+3) | 59:56,6     | 42.      |
| Alexander Wolf                                      | 10 km sprint          | 2 (0+2)     | 27:34,5     | 14.      |
| Alexander Wolf                                      | 12,5 km üldözőverseny | 4 (0+2+0+2) | 37:35,4     | 19.      |
| Alexander Wolf                                      | 15 km tömegrajtos     | 2 (0+0+1+1) | 48:15,3     | 8.       |
| Ricco Groß Michael Rösch Sven Fischer Michael Greis | 4 × 7,5 km váltó      | 1+8         | 1:21:51,5   |          |

Női
| Versenyző                                             | Versenyszám         | Lövőhiba    | Időeredmény | Helyezés |
| ----------------------------------------------------- | ------------------- | ----------- | ----------- | -------- |
| Katrin Apel                                           | 7,5 km sprint       | 2 (1+1)     | 24:04,9     | 22.      |
| Katrin Apel                                           | 10 km üldözőverseny | 3 (0+1+0+2) | 39:38,9     | 11.      |
| Uschi Disl                                            | 7,5 km sprint       | 3 (1+2)     | 24:29,1     | 34.      |
| Uschi Disl                                            | 10 km üldözőverseny | 4 (2+1+0+1) | 39:30,8     | 10.      |
| Uschi Disl                                            | 12,5 km tömegrajtos | 3 (1+0+1+1) | 41:18,4     |          |
| Uschi Disl                                            | 15 km egyéni        | 5 (0+2+0+3) | 52:49,7     | 12.      |
| Martina Glagow                                        | 7,5 km sprint       | 1 (0+1)     | 23:35,9     | 17.      |
| Martina Glagow                                        | 10 km üldözőverseny | 2 (1+1+0+0) | 37:57,2     |          |
| Martina Glagow                                        | 12,5 km tömegrajtos | 2 (1+0+1+0) | 41:33,6     | 4.       |
| Martina Glagow                                        | 15 km egyéni        | 2 (0+1+0+1) | 50:34,9     | 2.       |
| Andrea Henkel                                         | 12,5 km tömegrajtos | 3 (1+0+2+0) | 42:41,5     | 13.      |
| Andrea Henkel                                         | 15 km egyéni        | 2 (0+0+0+2) | 51:46,3     | 4.       |
| Kati Wilhelm                                          | 7,5 km sprint       | 1 (0+1)     | 22:49,8     | 7.       |
| Kati Wilhelm                                          | 10 km üldözőverseny | 1 (0+0+1+0) | 36:43,6     |          |
| Kati Wilhelm                                          | 12,5 km tömegrajtos | 1 (0+0+1+0) | 40:55,3     |          |
| Kati Wilhelm                                          | 15 km egyéni        | 5 (0+0+3+2) | 52:59,0     | 16.      |
| Martina Glagow Andrea Henkel Katrin Apel Kati Wilhelm | 4 × 6 km váltó      | 1+8         | 1:17:03,2   |          |

## Bob
Férfi
| Versenyző                                                 | Versenyszám | 1. futam | 1. futam | 2. futam | 2. futam | 3. futam | 3. futam | 4. futam | 4. futam | Összesítés | Összesítés |
| Versenyző                                                 | Versenyszám | Idő      | Hely.    | Idő      | Hely.    | Idő      | Hely.    | Idő      | Hely.    | Idő        | Helyezés   |
| --------------------------------------------------------- | ----------- | -------- | -------- | -------- | -------- | -------- | -------- | -------- | -------- | ---------- | ---------- |
| André Lange Kevin Kuske                                   | Kettes      | 55,28    | 1.       | 55,73    | 4.       | 56,01    | 1.       | 56,36    | 2.       | 3:43,38    |            |
| Matthias Höpfner Marc Kühne                               | Kettes      | 55,56    | 4.       | 55,82    | 6.       | 56,24    | 6.       | 56,63    | 5.       | 3:44,25    | 5.         |
| André Lange René Hoppe Kevin Kuske Martin Putze           | Négyes      | 55,20    | 1.       | 55,30    | 1.       | 54,80    | 1.       | 55,12    | 2.       | 3:40,42    |            |
| René Spies Christoph Heyder Enrico Kühn Alexander Metzger | Négyes      | 55,47    | 7.       | 55,48    | 5.       | 54,91    | 3.       | 55,18    | 3.       | 3:41,04    | 5.         |

Női
| Versenyző                            | Versenyszám | 1. futam | 1. futam | 2. futam | 2. futam | 3. futam | 3. futam | 4. futam | 4. futam | Összesítés | Összesítés |
| Versenyző                            | Versenyszám | Idő      | Hely.    | Idő      | Hely.    | Idő      | Hely.    | Idő      | Hely.    | Idő        | Helyezés   |
| ------------------------------------ | ----------- | -------- | -------- | -------- | -------- | -------- | -------- | -------- | -------- | ---------- | ---------- |
| Sandra Kiriasis Anja Schneiderheinze | Kettes      | 57,16    | 1.       | 57,77    | 7.**     | 57,34    | 1.       | 57,71    | 1.       | 3:49,98    |            |
| Susi Erdmann Nicole Herschmann       | Kettes      | 57,26    | 2.       | 57,75    | 6.       | 58,04    | 6.       | 58,27    | 6.       | 3:51,32    | 5.         |

** - két másik csapattal azonos eredményt ért el

## Curling

### Férfi
- Andy Kapp
- Uli Kapp
- Oliver Axnick
- Holger Höhne
- Andreas Kempf

#### Eredmények
Csoportkör
| Nemzet           | Szkip                  | Gy | V | P+ | P- | Gy end | V end | D end | Saját rabolt endek | Lökés % |
| ---------------- | ---------------------- | -- | - | -- | -- | ------ | ----- | ----- | ------------------ | ------- |
| Finnország       | Markku Uusipaavalniemi | 7  | 2 | 53 | 40 | 32     | 31    | 23    | 9                  | 78%     |
| Kanada           | Brad Gushue            | 6  | 3 | 66 | 46 | 47     | 31    | 9     | 23                 | 80%     |
| Egyesült Államok | Pete Fenson            | 6  | 3 | 66 | 47 | 36     | 33    | 16    | 13                 | 80%     |
| Nagy-Britannia   | David Murdoch          | 6  | 3 | 59 | 49 | 36     | 31    | 17    | 12                 | 81%     |
| Norvégia         | Pål Trulsen            | 5  | 4 | 57 | 47 | 33     | 32    | 17    | 9                  | 78%     |
| Svájc            | Ralph Stöckli          | 5  | 4 | 56 | 45 | 31     | 34    | 18    | 10                 | 76%     |
| Olaszország      | Joël Retornaz          | 4  | 5 | 47 | 66 | 37     | 38    | 10    | 7                  | 70%     |
| Németország      | Andy Kapp              | 3  | 6 | 53 | 55 | 34     | 34    | 17    | 12                 | 77%     |
| Svédország       | Peja Lindholm          | 3  | 6 | 45 | 68 | 31     | 40    | 12    | 4                  | 78%     |
| Új-Zéland        | Sean Becker            | 0  | 9 | 37 | 76 | 28     | 41    | 12    | 6                  | 69%     |

- február 13., 19:00

| Csapat             | Csapat             | 1 | 2 | 3 | 4 | 5 | 6 | 7 | 8 | 9 | 10 | VE |
|                    | Németország (Kapp) | 2 | 0 | 2 | 0 | 0 | 0 | 0 | 1 | 0 | X  | 5  |
| 1. end utolsó köve | Kanada (Gushue)    | 0 | 2 | 0 | 3 | 1 | 1 | 1 | 0 | 2 | X  | 10 |

- február 14., 14:00

| Csapat             | Csapat                 | 1 | 2 | 3 | 4 | 5 | 6 | 7 | 8 | 9 | 10 | 11 | VE |
|                    | Németország (Kapp)     | 0 | 1 | 2 | 0 | 1 | 0 | 0 | 4 | 0 | 0  | 0  | 8  |
| 1. end utolsó köve | Olaszország (Retornaz) | 1 | 0 | 0 | 2 | 0 | 2 | 0 | 0 | 2 | 1  | 1  | 9  |

- február 15., 19:00

| Csapat             | Csapat                       | 1 | 2 | 3 | 4 | 5 | 6 | 7 | 8 | 9 | 10 | VE |
| 1. end utolsó köve | Németország (Kapp)           | 0 | 0 | 1 | 0 | 0 | 2 | 0 | 1 | 1 | 0  | 5  |
|                    | Finnország (Uusipaavalniemi) | 0 | 0 | 0 | 0 | 1 | 0 | 0 | 0 | 0 | 1  | 2  |

- február 16., 14:00

| Csapat             | Csapat                   | 1 | 2 | 3 | 4 | 5 | 6 | 7 | 8 | 9 | 10 | VE |
|                    | Nagy-Britannia (Murdoch) | 0 | 0 | 0 | 2 | 0 | 2 | 1 | 0 | 2 | 0  | 7  |
| 1. end utolsó köve | Németország (Kapp)       | 0 | 0 | 2 | 0 | 0 | 0 | 0 | 2 | 0 | 2  | 6  |

- február 17., 09:00

| Csapat             | Csapat             | 1 | 2 | 3 | 4 | 5 | 6 | 7 | 8 | 9 | 10 | VE |
|                    | Svájc (Stöckli)    | 2 | 0 | 0 | 0 | 0 | 2 | 0 | 0 | 4 | 0  | 8  |
| 1. end utolsó köve | Németország (Kapp) | 0 | 0 | 0 | 1 | 1 | 0 | 1 | 0 | 0 | 1  | 5  |

- február 18., 14:00

| Csapat             | Csapat                    | 1 | 2 | 3 | 4 | 5 | 6 | 7 | 8 | 9 | 10 | VE |
|                    | Németország (Kapp)        | 0 | 0 | 1 | 0 | 1 | 0 | 2 | 0 | 1 | X  | 5  |
| 1. end utolsó köve | Egyesült Államok (Fenson) | 2 | 1 | 0 | 0 | 0 | 2 | 0 | 3 | 0 | 0  | 8  |

- február 19., 09:00

| Csapat             | Csapat                | 1 | 2 | 3 | 4 | 5 | 6 | 7 | 8 | 9 | 10 | VE |
|                    | Németország (Kapp)    | 0 | 0 | 0 | 1 | 0 | 4 | 1 | 0 | 0 | 1  | 7  |
| 1. end utolsó köve | Svédország (Lindholm) | 0 | 1 | 0 | 0 | 2 | 0 | 0 | 1 | 1 | 0  | 5  |

- február 19., 19:00

| Csapat             | Csapat             | 1 | 2 | 3 | 4 | 5 | 6 | 7 | 8 | 9 | 10 | VE |
| 1. end utolsó köve | Norvégia (Trulsen) | 0 | 0 | 1 | 0 | 0 | 2 | 0 | 1 | 0 | 1  | 5  |
|                    | Németország (Kapp) | 0 | 1 | 0 | 0 | 1 | 0 | 0 | 0 | 0 | 0  | 2  |

- február 20., 14:00

| Csapat             | Csapat             | 1 | 2 | 3 | 4 | 5 | 6 | 7 | 8 | 9 | 10 | VE |
|                    | Új-Zéland (Becker) | 0 | 1 | 0 | 0 | 0 | 0 | X | X | X | X  | 1  |
| 1. end utolsó köve | Németország (Kapp) | 2 | 0 | 3 | 2 | 2 | 1 | X | X | X | X  | 10 |

| Csapat      | Helyezés |
| ----------- | -------- |
| Németország | 8.       |

## Északi összetett
| Versenyző                                                  | Versenyszám        | Síugrás | Síugrás | Síugrás    | Sífutás | Sífutás | Összesítés | Összesítés |
| Versenyző                                                  | Versenyszám        | Pont    | Hely.   | Időhátrány | Idő     | Hely.   | Idő        | Helyezés   |
| ---------------------------------------------------------- | ------------------ | ------- | ------- | ---------- | ------- | ------- | ---------- | ---------- |
| Ronny Ackermann                                            | Normálsánc + 15 km | 213,5   | 26.*    | +3:16      | 39:42,9 | 15.     | 42:58,9    | 18.        |
| Ronny Ackermann                                            | Nagysánc + 7,5 km  | 114,0   | 10.     | +0:47      | 18:20,7 | 19.     | 19:07,7    | 8.         |
| Sebastian Haseney                                          | Normálsánc + 15 km | 212,5   | 28.     | +3:20      | 37:15,7 | 1.      | 40:35,7    | 6.         |
| Sebastian Haseney                                          | Nagysánc + 7,5 km  | 90,7    | 42.     | +2:20      | 17:49,1 | 4.      | 20:09,1    | 29.        |
| Georg Hettich                                              | Normálsánc + 15 km | 262,5   | 1.      | –          | 39:44,6 | 18.     | 39:44,6    |            |
| Georg Hettich                                              | Nagysánc + 7,5 km  | 125,7   | 1.      | –          | 18:38,6 | 26.     | 18:38,6    |            |
| Björn Kircheisen                                           | Normálsánc + 15 km | 224,0   | 16.     | +2:34      | 38:21,1 | 4.      | 40:55,1    | 7.         |
| Björn Kircheisen                                           | Nagysánc + 7,5 km  | 106,5   | 21.     | +1:17      | 17:48,7 | 3.      | 19:05,7    | 7.         |
| Jens Gaiser Björn Kircheisen Ronny Ackermann Georg Hettich | Csapat             | 913,5   | 1.      | –          | 50:07,9 | 4.      | 50:07,9    |            |

## Gyorskorcsolya
Férfi
| Versenyző         | Versenyszám | 1. futam | 1. futam | 2. futam | 2. futam | Eredmény | Helyezés |
| Versenyző         | Versenyszám | Idő      | Hely.    | Idő      | Hely.    | Eredmény | Helyezés |
| ----------------- | ----------- | -------- | -------- | -------- | -------- | -------- | -------- |
| Jens Boden        | 5000 m      |          |          |          |          | 6:38,34  | 20.      |
| Jörg Dallmann     | 1500 m      |          |          |          |          | 1:51,32  | 37.      |
| Stefan Heythausen | 1500 m      |          |          |          |          | 1:49,58  | 26.      |
| Robert Lehmann    | 1500 m      |          |          |          |          | 1:51,04  | 36.      |
| Tobias Schneider  | 1500 m      |          |          |          |          | 1:50,18  | 31.      |

Női
| Versenyző              | Versenyszám | 1. futam | 1. futam | 2. futam | 2. futam | Eredmény | Helyezés |
| Versenyző              | Versenyszám | Idő      | Hely.    | Idő      | Hely.    | Eredmény | Helyezés |
| ---------------------- | ----------- | -------- | -------- | -------- | -------- | -------- | -------- |
| Daniela Anschütz-Thoms | 1500 m      |          |          |          |          | 1:59,74  | 10.      |
| Daniela Anschütz-Thoms | 3000 m      |          |          |          |          | 4:06,89  | 6.       |
| Daniela Anschütz-Thoms | 5000 m      |          |          |          |          | 7:02,82  | 5.       |
| Anni Friesinger        | 1000 m      |          |          |          |          | 1:16,11  |          |
| Anni Friesinger        | 1500 m      |          |          |          |          | 1:57,31  | 4.       |
| Anni Friesinger        | 3000 m      |          |          |          |          | 4:04,59  | 4.       |
| Judith Hesse           | 500 m       | 39,64    | 20.      | 39,39    | 17.      | 79,03    | 19.      |
| Judith Hesse           | 1000 m      |          |          |          |          | 1:17,98  | 22.      |
| Lucille Opitz          | 1500 m      |          |          |          |          | 2:02,75  | 30.      |
| Lucille Opitz          | 5000 m      |          |          |          |          | 7:18,06  | 14.      |
| Claudia Pechstein      | 3000 m      |          |          |          |          | 4:05,54  | 5.       |
| Claudia Pechstein      | 5000 m      |          |          |          |          | 7:00,08  |          |
| Sabine Völker          | 1000 m      |          |          |          |          | 1:17,97  | 21.      |
| Judith Hesse           | 500 m       | 39,64    | 20.      | 39,39    | 17.      | 79,03    | 19.      |
| Judith Hesse           | 1000 m      |          |          |          |          | 1:17,98  | 22.      |
| Pamela Zöllner         | 500 m       | 40,16    | 27.      | 39,40    | 18.      | 79,56    | 24.      |
| Pamela Zöllner         | 1000 m      |          |          |          |          | 1:19,30  | 30.      |

Csapatversenyek
| Versenyző                                                                            | Versenyszám | Előfutam | Előfutam | Negyeddöntő                                                                              | Negyeddöntő | Elődöntő                                                                                       | Elődöntő  | Döntő | Döntő                                                                                   | Döntő     | Helyezés |
| Versenyző                                                                            | Versenyszám | Idő      | Hely.    | Ellenfél Idő                                                                             | Saját idő   | Ellenfél Idő                                                                                   | Saját idő | Típus | Ellenfél Idő                                                                            | Saját idő | Helyezés |
| ------------------------------------------------------------------------------------ | ----------- | -------- | -------- | ---------------------------------------------------------------------------------------- | ----------- | ---------------------------------------------------------------------------------------------- | --------- | ----- | --------------------------------------------------------------------------------------- | --------- | -------- |
| Jörg Dallmann Stefan Heythausen Robert Lehmann Tobias Schneider                      | Férfi       | 3:49,59  | 5.       | Norvégia (NOR) · (4.) · Eskil Ervik · Håvard Bøkko · Mikael Flygind Larsen · 3:47,81     | 3:49,68     |                                                                                                |           | D     | Japán (JPN) · (8.) · Mijazaki Keszato · Szugimori Teruhiro · Usijama Takahiro · 3:50,37 | 3:48,28   | 7.       |
| Daniela Anschütz-Thoms Anni Friesinger Lucille Opitz Claudia Pechstein Sabine Völker | Női         | 3:07,07  | 5.       | Hollandia (NED) · (4.) · Renate Groenewold · Paulien van Deutekom · Ireen Wüst · 3:03,65 | 3:01,52     | Oroszország (RUS) · (1.) · Varvara Bariseva · Galina Lihacsova · Szvetlana Viszokova · 3:07,42 | 3:02,72   | A     | Kanada (CAN) · (3.) · Kristina Groves · Clara Hughes · Christine Nesbitt · 3:02,91      | 3:01,25   |          |

## Jégkorong

### Férfi
| Német nemzeti férfi jégkorongcsapat-játékoskeret | Német nemzeti férfi jégkorongcsapat-játékoskeret | Német nemzeti férfi jégkorongcsapat-játékoskeret | Német nemzeti férfi jégkorongcsapat-játékoskeret | Német nemzeti férfi jégkorongcsapat-játékoskeret | Német nemzeti férfi jégkorongcsapat-játékoskeret | Német nemzeti férfi jégkorongcsapat-játékoskeret |
| #                                                | Név                                              | Poszt                                            | Magasság                                         | Súly                                             | Kor                                              | Klub                                             |
| ------------------------------------------------ | ------------------------------------------------ | ------------------------------------------------ | ------------------------------------------------ | ------------------------------------------------ | ------------------------------------------------ | ------------------------------------------------ |
| 37                                               | Olaf Kölzig                                      | K                                                | 188                                              | 103                                              | 1970. április 6. (35 évesen)                     | Washington Capitals                              |
| 40                                               | Thomas Greiss                                    | K                                                | 186                                              | 90                                               | 1986. január 29. (20 évesen)                     | Kölner Haie                                      |
| 80                                               | Robert Müller                                    | K                                                | 172                                              | 85                                               | 1980. június 25. (25 évesen)                     | Krefeld Pinguine                                 |
| 5                                                | Robert Leask                                     | V                                                | 188                                              | 93                                               | 1971. június 9. (34 évesen)                      | Eisbären Berlin                                  |
| 7                                                | Sascha Goc                                       | V                                                | 197                                              | 103                                              | 1979. április 14. (26 évesen)                    | Hannover Scorpions                               |
| 10                                               | Christian Ehrhoff                                | V                                                | 188                                              | 90                                               | 1982. július 6. (23 évesen)                      | San Jose Sharks                                  |
| 13                                               | Christoph Schubert                               | V                                                | 190                                              | 103                                              | 1982. február 5. (24 évesen)                     | Ottawa Senators                                  |
| 15                                               | Stefan Schauer                                   | V                                                | 185                                              | 90                                               | 1983. január 12. (23 évesen)                     | Nürnberg Ice Tigers                              |
| 31                                               | Andreas Renz                                     | V                                                | 183                                              | 94                                               | 1977. június 12. (28 évesen)                     | Kölner Haie                                      |
| 52                                               | Alexander Sulzer                                 | V                                                | 187                                              | 92                                               | 1984. május 30. (21 évesen)                      | DEG Metro Stars                                  |
| 84                                               | Dennis Seidenberg                                | V                                                | 184                                              | 95                                               | 1981. július 18. (24 évesen)                     | Phoenix Coyotes                                  |
| 11                                               | Sven Felski                                      | T                                                | 180                                              | 78                                               | 1974. november 18. (31 évesen)                   | Eisbären Berlin                                  |
| 16                                               | Stefan Ustorf                                    | T                                                | 181                                              | 88                                               | 1974. január 3. (32 évesen)                      | Eisbären Berlin                                  |
| 26                                               | Daniel Kreutzer                                  | T                                                | 176                                              | 87                                               | 1979. október 23. (26 évesen)                    | DEG Metro Stars                                  |
| 29                                               | Alexander Barta                                  | T                                                | 179                                              | 76                                               | 1983. február 2. (23 évesen)                     | Hamburg Freezers                                 |
| 32                                               | Tomas Martinec                                   | T                                                | 183                                              | 86                                               | 1976. március 5. (29 évesen)                     | Nürnberg Ice Tigers                              |
| 34                                               | Eduard Lewandowski                               | T                                                | 186                                              | 94                                               | 1980. május 3. (25 évesen)                       | Kölner Haie                                      |
| 46                                               | Florian Busch                                    | T                                                | 185                                              | 85                                               | 1985. január 2. (21 évesen)                      | Eisbären Berlin                                  |
| 49                                               | Klaus Kathan                                     | T                                                | 182                                              | 85                                               | 1977. január 7. (29 évesen)                      | DEG Metro Stars                                  |
| 54                                               | Sebastian Furchner                               | T                                                | 174                                              | 84                                               | 1982. május 3. (23 évesen)                       | Kölner Haie                                      |
| 57                                               | Marcel Goc                                       | T                                                | 184                                              | 91                                               | 1983. augusztus 27. (22 évesen)                  | San Jose Sharks                                  |
| 58                                               | Lasse Kopitz                                     | T                                                | 190                                              | 90                                               | 1980. május 21. (25 évesen)                      | Kölner Haie                                      |
| 72                                               | Petr Fical                                       | T                                                | 178                                              | 82                                               | 1977. szeptember 23. (28 évesen)                 | Nürnberg Ice Tigers                              |
| 73                                               | Tino Boos                                        | T                                                | 180                                              | 85                                               | 1975. április 10. (30 évesen)                    | Kölner Haie                                      |
| Vezetőedző: Uwe Krupp                            | Vezetőedző: Uwe Krupp                            | Vezetőedző: Uwe Krupp                            | Vezetőedző: Uwe Krupp                            | Vezetőedző: Uwe Krupp                            | 1965. június 24. (40 évesen)                     | 1965. június 24. (40 évesen)                     |

- Posztok rövidítései: K – Kapus, V – Védő, T – Támadó
- Kor: 2006. február 15-i kora

#### Eredmények
A csoport
| Nemzet      | M | Gy | D | V | G+ | G– | Gk  | P  |
| ----------- | - | -- | - | - | -- | -- | --- | -- |
| Finnország  | 5 | 5  | 0 | 0 | 19 | 2  | +17 | 10 |
| Svájc       | 5 | 2  | 2 | 1 | 10 | 12 | –2  | 6  |
| Kanada      | 5 | 3  | 0 | 2 | 15 | 9  | +6  | 6  |
| Csehország  | 5 | 2  | 0 | 3 | 14 | 12 | +2  | 4  |
| Németország | 5 | 0  | 2 | 3 | 7  | 16 | –9  | 2  |
| Olaszország | 5 | 0  | 2 | 3 | 9  | 23 | –14 | 2  |

- Azonos pontszám esetén elsősorban az egymás elleni eredmény döntött, majd pedig a gólarány.

| 2006. február 15. 17:05 | Németország (GER) | 1 – 4 (1–0, 0–2, 0–2) | Csehország | Palasport Olimpico Nézőszám: 6463 |

| Jegyzőkönyv | Jegyzőkönyv | Jegyzőkönyv                              | Jegyzőkönyv | Jegyzőkönyv                      |
| --- | ----------- | ---------------------------------------- | ----------- | -------------------------------- |
| |             |                                          |             | Játékvezető: Dan Marouelli (CAN) |
| \| Boos (Sulzer) (PP) - 19:10 \| 1 – 0 \| \| \| \| 1 – 1 \| 21:02 - T. Kaberle (Kubina, Vokoun) (PP) \| \| \| 1 – 2 \| 23:38 - T. Kaberle (Straka, Jágr) (PP) \| \| \| 1 – 3 \| 57:47 - Jágr \| \| \| 1 – 4 \| 59:32 - Výborný (EN) \| |             |                                          |             |                                  |
| 10 perc | Büntetések  | 12 perc                                  |             |                                  |
| 25 | Lövések     | 34                                       |             |                                  |
| Boos (Sulzer) (PP) - 19:10 | 1 – 0       |                                          |             |                                  |
| | 1 – 1       | 21:02 - T. Kaberle (Kubina, Vokoun) (PP) |             |                                  |
| | 1 – 2       | 23:38 - T. Kaberle (Straka, Jágr) (PP)   |             |                                  |
| | 1 – 3       | 57:47 - Jágr                             |             |                                  |
| | 1 – 4       | 59:32 - Výborný (EN)                     |             |                                  |

| 2006. február 16. 20:05 | Kanada (CAN) | 5 – 1 (3–0, 1–1, 1–0) | Németország | Palasport Olimpico Nézőszám: 8554 |

| Jegyzőkönyv | Jegyzőkönyv | Jegyzőkönyv                        | Jegyzőkönyv | Jegyzőkönyv                         |
| --- | ----------- | ---------------------------------- | ----------- | ----------------------------------- |
| |             |                                    |             | Játékvezető: Christer Lärking (SWE) |
| \| Redden (Gagné, Thornton) - 4:52 \| 1 – 0 \| \| \| Sakic (Bertuzzi, Nash) (PP) - 7:29 \| 2 – 0 \| \| \| Gagné (Regehr, Richards) - 10:49 \| 3 – 0 \| \| \| \| 3 – 1 \| 29:13 - Ehrhoff (Schubert, Ustorf) \| \| Heatley (Foote) - 35:37 \| 4 – 1 \| \| \| Doan (Smyth) - 59:26 \| 5 – 1 \| \| |             |                                    |             |                                     |
| 24 perc | Büntetések  | 18 perc                            |             |                                     |
| 40 | Lövések     | 12                                 |             |                                     |
| Redden (Gagné, Thornton) - 4:52 | 1 – 0       |                                    |             |                                     |
| Sakic (Bertuzzi, Nash) (PP) - 7:29 | 2 – 0       |                                    |             |                                     |
| Gagné (Regehr, Richards) - 10:49 | 3 – 0       |                                    |             |                                     |
| | 3 – 1       | 29:13 - Ehrhoff (Schubert, Ustorf) |             |                                     |
| Heatley (Foote) - 35:37 | 4 – 1       |                                    |             |                                     |
| Doan (Smyth) - 59:26 | 5 – 1       |                                    |             |                                     |

| 2006. február 18. 13:05 | Olaszország (ITA) | 3 – 3 (1–0, 0–1, 2–2) | Németország | Palasport Olimpico Nézőszám: 8908 |

| Jegyzőkönyv | Jegyzőkönyv | Jegyzőkönyv                              | Jegyzőkönyv | Jegyzőkönyv                     |
| --- | ----------- | ---------------------------------------- | ----------- | ------------------------------- |
| |             |                                          |             | Játékvezető: Timo Favorin (FIN) |
| \| Parco (Iob) - 2:03 \| 1 – 0 \| \| \| \| 1 – 1 \| 26:21 - Martinec (Boos) \| \| Iob (Parco, de Bettin) - 44:27 \| 2 – 1 \| \| \| \| 2 – 2 \| 47:16 - Felski (Kreutzer) \| \| Borgatello (de Bettin, Chitarroni) (SH) - 58:28 \| 3 – 2 \| \| \| \| 3 – 3 \| Goc (Kreutzer, Lewandowski) - 58:43 (PP) \| |             |                                          |             |                                 |
| 18 perc | Büntetések  | 16 perc                                  |             |                                 |
| 21 | Lövések     | 34                                       |             |                                 |
| Parco (Iob) - 2:03 | 1 – 0       |                                          |             |                                 |
| | 1 – 1       | 26:21 - Martinec (Boos)                  |             |                                 |
| Iob (Parco, de Bettin) - 44:27 | 2 – 1       |                                          |             |                                 |
| | 2 – 2       | 47:16 - Felski (Kreutzer)                |             |                                 |
| Borgatello (de Bettin, Chitarroni) (SH) - 58:28 | 3 – 2       |                                          |             |                                 |
| | 3 – 3       | Goc (Kreutzer, Lewandowski) - 58:43 (PP) |             |                                 |

| 2006. február 19. 12:05 | Németország (GER) | 2 – 2 (0–0, 1–2, 1–0) | Svájc | Palasport Olimpico Nézőszám: 8756 |

| Jegyzőkönyv | Jegyzőkönyv | Jegyzőkönyv                     | Jegyzőkönyv | Jegyzőkönyv                            |
| --- | ----------- | ------------------------------- | ----------- | -------------------------------------- |
| |             |                                 |             | Játékvezető: Don Van Massenhoven (CAN) |
| \| Felski (Ehrhoff) - 22:20 \| 1 – 0 \| \| \| \| 1 – 1 \| 28:17 - Conne (Fischer) \| \| \| 1 – 2 \| 38:05 - di Pietro (Della Rossa) \| \| Boos (Lewandowski) - 52:09 \| 2 – 2 \| \| |             |                                 |             |                                        |
| 8 perc | Büntetések  | 8 perc                          |             |                                        |
| 28 | Lövések     | 25                              |             |                                        |
| Felski (Ehrhoff) - 22:20 | 1 – 0       |                                 |             |                                        |
| | 1 – 1       | 28:17 - Conne (Fischer)         |             |                                        |
| | 1 – 2       | 38:05 - di Pietro (Della Rossa) |             |                                        |
| Boos (Lewandowski) - 52:09 | 2 – 2       |                                 |             |                                        |

| 2006. február 21. 15:35 | Finnország (FIN) | 2 – 0 (1–0, 1–0, 0–0) | Németország | Torino Esposizioni Nézőszám: 2430 |

| Jegyzőkönyv | Jegyzőkönyv | Jegyzőkönyv | Jegyzőkönyv | Jegyzőkönyv                      |
| --- | ----------- | ----------- | ----------- | -------------------------------- |
| |             |             |             | Játékvezető: Danny Kurmann (SUI) |
| \| Kapanen (Hagman, S. Koivu) (PP) - 2:35 \| 1 – 0 \| \| \| S. Koivu (Lehtinen, Selänne) - 39:39 \| 2 – 0 \| \| |             |             |             |                                  |
| 6 perc | Büntetések  | 18 perc     |             |                                  |
| 25 | Lövések     | 18          |             |                                  |
| Kapanen (Hagman, S. Koivu) (PP) - 2:35                                                                          | 1 – 0       |             |             |                                  |
| S. Koivu (Lehtinen, Selänne) - 39:39                                                                            | 2 – 0       |             |             |                                  |

| Csapat      | Helyezés |
| ----------- | -------- |
| Németország | 10.      |

### Női
| Német nemzeti női jégkorongcsapat-játékoskeret | Német nemzeti női jégkorongcsapat-játékoskeret | Német nemzeti női jégkorongcsapat-játékoskeret | Német nemzeti női jégkorongcsapat-játékoskeret | Német nemzeti női jégkorongcsapat-játékoskeret | Német nemzeti női jégkorongcsapat-játékoskeret | Német nemzeti női jégkorongcsapat-játékoskeret |
| #                                              | Név                                            | Poszt                                          | Magasság                                       | Súly                                           | Kor                                            | Klub                                           |
| ---------------------------------------------- | ---------------------------------------------- | ---------------------------------------------- | ---------------------------------------------- | ---------------------------------------------- | ---------------------------------------------- | ---------------------------------------------- |
| 13                                             | Stephanie Wartosch-Kürten                      | K                                              | 173                                            | 68                                             | 1978. november 12. (27 évesen)                 | OSC Berlin                                     |
| 30                                             | Jennifer Harss                                 | K                                              | 173                                            | 65                                             | 1987. július 14. (18 évesen)                   | ECDC Memmingen                                 |
| 2                                              | Jenny Tamas                                    | V                                              | 173                                            | 63                                             | 1990. január 18. (16 évesen)                   | ERV Schweinfurt                                |
| 15                                             | Nina Ritter                                    | V                                              | 168                                            | 60                                             | 1981. január 26. (25 évesen)                   | Hamburger SV                                   |
| 18                                             | Susanne Fellner                                | V                                              | 160                                            | 57                                             | 1985. február 26. (20 évesen)                  | DSC Oberthurgau                                |
| 19                                             | Christina Oswald                               | V                                              | 173                                            | 75                                             | 1973. július 26. (32 évesen)                   | SC Riessersee                                  |
| 23                                             | Sabrina Kruck                                  | V                                              | 168                                            | 61                                             | 1981. november 3. (24 évesen)                  | SC Riessersee                                  |
| 9                                              | Raffaela Wolf                                  | T                                              | 168                                            | 52                                             | 1978. június 20. (27 évesen)                   | ESC Planegg-Würmtal                            |
| 10                                             | Nikola Holmes                                  | T                                              | 178                                            | 72                                             | 1981. február 18. (24 évesen)                  | OSC Berlin                                     |
| 12                                             | Susann Götz                                    | T                                              | 165                                            | 62                                             | 1982. december 14. (23 évesen)                 | OSC Berlin                                     |
| 14                                             | Anja Scheytt                                   | T                                              | 175                                            | 69                                             | 1980. december 5. (25 évesen)                  | OSC Berlin                                     |
| 16                                             | Denise Soesilo                                 | T                                              | 168                                            | 50                                             | 1987. május 10. (18 évesen)                    | Hamburger SV                                   |
| 17                                             | Sara Seiler                                    | T                                              | 170                                            | 61                                             | 1983. január 25. (23 évesen)                   | DSC Oberthurgau                                |
| 21                                             | Michaela Lanzl                                 | T                                              | 160                                            | 55                                             | 1983. február 21. (22 évesen)                  | University of Minnesota Duluth                 |
| 24                                             | Stephanie Frühwirt                             | T                                              | 165                                            | 64                                             | 1980. július 22. (25 évesen)                   | TV Kornwestheim                                |
| 25                                             | Franziska Busch                                | T                                              | 163                                            | 59                                             | 1985. október 20. (20 évesen)                  | WSV Braunlage                                  |
| 28                                             | Andrea Lanzl                                   | T                                              | 160                                            | 60                                             | 1987. október 8. (18 évesen)                   | EC Bergkamen, Bergkamen                        |
| 29                                             | Claudia Grundmann                              | T                                              | 178                                            | 69                                             | 1976. április 22. (29 évesen)                  | OSC Berlin                                     |
| 66                                             | Bettina Evers                                  | T                                              | 168                                            | 66                                             | 1981. augusztus 17. (24 évesen)                | Grefrather EC                                  |
| 81                                             | Maritta Becker                                 | T                                              | 168                                            | 61                                             | 1981. március 11. (24 évesen)                  | DSC Oberthurgau                                |
| Vezetőedző: Aurelia Vonderstrass               | Vezetőedző: Aurelia Vonderstrass               | Vezetőedző: Aurelia Vonderstrass               | Vezetőedző: Aurelia Vonderstrass               | Vezetőedző: Aurelia Vonderstrass               | 1968. március 18. (37 évesen)                  | 1968. március 18. (37 évesen)                  |

- Posztok rövidítései: K – Kapus, V – Védő, T – Támadó
- Kor: 2006. február 15-i kora

#### Eredmények
Csoportkör
| Nemzet           | M | Gy | D | V | G+ | G– | Gk  | P |
| ---------------- | - | -- | - | - | -- | -- | --- | - |
| Egyesült Államok | 3 | 3  | 0 | 0 | 18 | 3  | 15  | 6 |
| Finnország       | 3 | 2  | 0 | 1 | 10 | 7  | +3  | 4 |
| Németország      | 3 | 1  | 0 | 2 | 2  | 9  | –7  | 2 |
| Svájc            | 3 | 0  | 0 | 3 | 1  | 12 | –11 | 0 |

| 2006. február 11. 13:05 | Finnország (FIN) | 3 – 0 (2–0, 0–0, 1–0) | Németország | Torino Esposizioni Nézőszám: 3200 |

| Jegyzőkönyv | Jegyzőkönyv | Jegyzőkönyv | Jegyzőkönyv | Jegyzőkönyv                       |
| --- | ----------- | ----------- | ----------- | --------------------------------- |
| |             |             |             | Játékvezető: Arina Ustinova (RUS) |
| \| Pehkonen (Pelttari, Saa. Tuominen) - 8:15 \| 1 – 0 \| \| \| Pelttari (PP) - 17:02 \| 2 – 0 \| \| \| Pälvilä (SH) - 43:13 \| 3 – 0 \| \| |             |             |             |                                   |
| 4 perc | Büntetések  | 6 perc      |             |                                   |
| 27 | Lövések     | 24          |             |                                   |
| Pehkonen (Pelttari, Saa. Tuominen) - 8:15                                                                                                  | 1 – 0       |             |             |                                   |
| Pelttari (PP) - 17:02 | 2 – 0       |             |             |                                   |
| Pälvilä (SH) - 43:13 | 3 – 0       |             |             |                                   |

| 2006. február 12. 19:05 | Németország (GER) | 0 – 5 (0–2, 0–2, 0–1) | Egyesült Államok | Palasport Olimpico Nézőszám: 7794 |

| Jegyzőkönyv | Jegyzőkönyv | Jegyzőkönyv                         | Jegyzőkönyv | Jegyzőkönyv                     |
| --- | ----------- | ----------------------------------- | ----------- | ------------------------------- |
| |             |                                     |             | Játékvezető: Anu Hirvonen (FIN) |
| \| \| 0 – 1 \| 4:33 - Potter (Ka. King) (PP) \| \| \| 0 – 2 \| 17:13 - Ka. King (Chu, Potter) (PP) \| \| \| 0 – 3 \| 21:11 - Parsons (Resor, Stephens) \| \| \| 0 – 4 \| 29:57 - Darwitz (Parsons, Ka. King) \| \| \| 0 – 5 \| 50:54 - Parsons (Ruggiero) \| |             |                                     |             |                                 |
| 20 perc | Büntetések  | 16 perc                             |             |                                 |
| 10 | Lövések     | 60                                  |             |                                 |
| | 0 – 1       | 4:33 - Potter (Ka. King) (PP)       |             |                                 |
| | 0 – 2       | 17:13 - Ka. King (Chu, Potter) (PP) |             |                                 |
| | 0 – 3       | 21:11 - Parsons (Resor, Stephens)   |             |                                 |
| | 0 – 4       | 29:57 - Darwitz (Parsons, Ka. King) |             |                                 |
| | 0 – 5       | 50:54 - Parsons (Ruggiero)          |             |                                 |

| 2006. február 14. 18:05 | Svájc (SUI) | 1 – 2 (0–0, 1–2, 0–0) | Németország | Torino Esposizioni Nézőszám: 2000 |

| Jegyzőkönyv | Jegyzőkönyv | Jegyzőkönyv                            | Jegyzőkönyv | Jegyzőkönyv                      |
| --- | ----------- | -------------------------------------- | ----------- | -------------------------------- |
| |             |                                        |             | Játékvezető: Danyel Howard (USA) |
| \| \| 0 – 1 \| 23:16 - M. Lanzl (Becker) \| \| Schumacher (J. Marty) (PP) - 29:00 \| 1 – 1 \| \| \| \| 1 – 2 \| 29:36 - Oswald (M. Lanzl, Ritter) (PP) \| |             |                                        |             |                                  |
| 41 perc | Büntetések  | 18 perc                                |             |                                  |
| 22 | Lövések     | 31                                     |             |                                  |
| | 0 – 1       | 23:16 - M. Lanzl (Becker)              |             |                                  |
| Schumacher (J. Marty) (PP) - 29:00 | 1 – 1       |                                        |             |                                  |
| | 1 – 2       | 29:36 - Oswald (M. Lanzl, Ritter) (PP) |             |                                  |

Az 5–8. helyért
| 2006. február 17. 18:35 | Németország (GER) | 5 – 2 (3–2, 0–0, 2–0) | Olaszország | Torino Esposizioni Nézőszám: 2750 |

| Jegyzőkönyv | Jegyzőkönyv | Jegyzőkönyv                        | Jegyzőkönyv | Jegyzőkönyv                       |
| --- | ----------- | ---------------------------------- | ----------- | --------------------------------- |
| |             |                                    |             | Játékvezető: Arina Ustinova (RUS) |
| \| Becker (M. Lanzl) - 0:27 \| 1 – 0 \| \| \| Seiler (Tamas) (PP) - 5:32 \| 2 – 0 \| \| \| \| 2 – 1 \| 6:18 - Leitner \| \| \| 2 – 2 \| 6:59 - Leitner (Kaser, Bazzanella) \| \| Holmes (Soesilo) - 7:47 \| 3 – 2 \| \| \| Becker (Ritter) - 42:50 \| 4 – 2 \| \| \| Ritter (Becker, M. Lanzl) - 55:35 \| 5 – 2 \| \| |             |                                    |             |                                   |
| 22 perc | Büntetések  | 16 perc                            |             |                                   |
| 30 | Lövések     | 13                                 |             |                                   |
| Becker (M. Lanzl) - 0:27 | 1 – 0       |                                    |             |                                   |
| Seiler (Tamas) (PP) - 5:32 | 2 – 0       |                                    |             |                                   |
| | 2 – 1       | 6:18 - Leitner                     |             |                                   |
| | 2 – 2       | 6:59 - Leitner (Kaser, Bazzanella) |             |                                   |
| Holmes (Soesilo) - 7:47 | 3 – 2       |                                    |             |                                   |
| Becker (Ritter) - 42:50 | 4 – 2       |                                    |             |                                   |
| Ritter (Becker, M. Lanzl) - 55:35 | 5 – 2       |                                    |             |                                   |

Az 5. helyért
| 2006. február 20. 13:05 | Németország (GER) | 1 – 0 (sz.) (0–0, 0–0, 0–0, 0–0, 1–0) | Oroszország | Torino Esposizioni Nézőszám: 2570 |

| Jegyzőkönyv                           | Jegyzőkönyv | Jegyzőkönyv                                | Jegyzőkönyv | Jegyzőkönyv                      |
| ------------------------------------- | ----------- | ------------------------------------------ | ----------- | -------------------------------- |
|                                       |             |                                            |             | Játékvezető: Danyel Howard (USA) |
|                                       |             |                                            |             |                                  |
| Oswald M. Lanzl Scheytt Becker Holmes | Szétlövés   | Paskevics Szmolenceva Szmolina Kapusztyina |             |                                  |
| 4 perc                                | Büntetések  | 14 perc                                    |             |                                  |
| 25                                    | Lövések     | 21                                         |             |                                  |

| Csapat      | Helyezés |
| ----------- | -------- |
| Németország | 5.       |

## Műkorcsolya
| Versenyző                       | Versenyszám  | Rövid program | Rövid program | Kűr    | Kűr   | Összesítés | Összesítés |
| Versenyző                       | Versenyszám  | Pont          | Hely.         | Pont   | Hely. | Pont       | Helyezés   |
| ------------------------------- | ------------ | ------------- | ------------- | ------ | ----- | ---------- | ---------- |
| Stefan Lindemann                | Férfi egyéni | 60,52         | 20.           | 112,05 | 20.   | 172,57     | 21.        |
| Rico Rex Eva-Maria Fitze        | Páros        | 43,86         | 16.           | 76,37  | 16.   | 120,23     | 15.        |
| Robin Szolkowy Aljona Savchenko | Páros        | 60,96         | 7.            | 119,19 | 5.    | 180,15     | 6.         |

## Rövidpályás gyorskorcsolya
Férfi
| Versenyző                                                            | Versenyszám  | Előfutam | Előfutam | Negyeddöntő | Negyeddöntő | Elődöntő | Elődöntő | B döntő  | B döntő | Döntő   | Döntő   | Helyezés |
| Versenyző                                                            | Versenyszám  | Idő      | Hely.    | Idő         | Hely.       | Idő      | Hely.    | Idő      | Hely.   | Idő     | Hely.   | Helyezés |
| -------------------------------------------------------------------- | ------------ | -------- | -------- | ----------- | ----------- | -------- | -------- | -------- | ------- | ------- | ------- | -------- |
| Tyson Heung                                                          | 500 m        | 43,572   | 3.       | kiesett     | kiesett     | kiesett  | kiesett  | kiesett  | kiesett | kiesett | kiesett | 16.      |
| Tyson Heung                                                          | 1500 m       | 2:20,075 | 4.       |             |             | kiesett  | kiesett  | kiesett  | kiesett | kiesett | kiesett | 17.      |
| Arian Nachbar                                                        | 500 m        | 43,006   | 2.       | 42,605      | 4.          | kiesett  | kiesett  | kiesett  | kiesett | kiesett | kiesett | 13.      |
| Arian Nachbar                                                        | 1000 m       | 1:27,994 | 3.*      | 1:27,679    | 4.          | kiesett  | kiesett  | kiesett  | kiesett | kiesett | kiesett | 14.      |
| Sebastian Praus                                                      | 1000 m       | 1:35,375 | 3.       | 1:29,820    | 3.          | kiesett  | kiesett  | kiesett  | kiesett | kiesett | kiesett | 10.      |
| Sebastian Praus                                                      | 1500 m       | 2:30,292 | 4.       |             |             | kiesett  | kiesett  | kiesett  | kiesett | kiesett | kiesett | 21.      |
| Thomas Bauer Andre Hartwig Tyson Heung Arian Nachbar Sebastian Praus | 5000 m váltó |          |          |             |             | 7:02,367 | 3.       | 7:13,338 | 2.      |         |         | 7.       |

Női
| Versenyző                                                             | Versenyszám  | Előfutam | Előfutam | Negyeddöntő | Negyeddöntő | Elődöntő | Elődöntő | B döntő  | B döntő | Döntő   | Döntő   | Helyezés |
| Versenyző                                                             | Versenyszám  | Idő      | Hely.    | Idő         | Hely.       | Idő      | Hely.    | Idő      | Hely.   | Idő     | Hely.   | Helyezés |
| --------------------------------------------------------------------- | ------------ | -------- | -------- | ----------- | ----------- | -------- | -------- | -------- | ------- | ------- | ------- | -------- |
| Aika Klein                                                            | 500 m        | 57,732   | 3.       | kiesett     | kiesett     | kiesett  | kiesett  | kiesett  | kiesett | kiesett | kiesett | 21.      |
| Aika Klein                                                            | 1000 m       | kizárták | kizárták | kiesett     | kiesett     | kiesett  | kiesett  | kiesett  | kiesett | kiesett | kiesett | kiesett  |
| Aika Klein                                                            | 1500 m       | 2:42,380 | 5.       |             |             | kiesett  | kiesett  | kiesett  | kiesett | kiesett | kiesett | 26.      |
| Yvonne Kunze                                                          | 1000 m       | 1:40,166 | 3.       | 1:33,627    | 2.          | 1:36,765 | 4.       | 1:34,789 | 4.      |         |         | 7.       |
| Yvonne Kunze                                                          | 1500 m       | 2:48,009 | 4.       |             |             | kiesett  | kiesett  | kiesett  | kiesett | kiesett | kiesett | 21.      |
| Susanne Rudolph                                                       | 500 m        | 46,503   | 3.       | kiesett     | kiesett     | kiesett  | kiesett  | kiesett  | kiesett | kiesett | kiesett | 18.      |
| Tina Grassow Aika Klein Yvonne Kunze Christin Priebst Susanne Rudolph | 3000 m váltó |          |          |             |             | 4:22,553 | 4.       | 4:24,896 | 3.      |         |         | 6.       |

* - egy másik versenyzővel azonos eredményt ért el

## Síakrobatika
Mogul
| Versenyző       | Versenyszám | Selejtező | Selejtező | Döntő   | Döntő    |
| Versenyző       | Versenyszám | Pont      | Helyezés  | Pont    | Helyezés |
| --------------- | ----------- | --------- | --------- | ------- | -------- |
| Gerhard Blöchl  | Férfi       | 21,16     | 28.       | kiesett | kiesett  |
| Christoph Stark | Férfi       | 23,65     | 12.       | 22,84   | 15.      |

## Sífutás
Férfi
| Versenyző                                                       | Versenyszám     | Selejtező | Selejtező | Döntő         | Döntő         |
| Versenyző                                                       | Versenyszám     | Idő       | Hely.     | Idő           | Helyezés      |
| --------------------------------------------------------------- | --------------- | --------- | --------- | ------------- | ------------- |
| Tobias Angerer                                                  | 15 km           |           |           | 38:20,5       |               |
| Tobias Angerer                                                  | 30 km           |           |           | 1:17:12,5     | 12.           |
| Tobias Angerer                                                  | 50 km           |           |           | 2:07:00,3     | 24.           |
| Jens Filbrich                                                   | 30 km           |           |           | 1:18:38,2     | 22.           |
| Jens Filbrich                                                   | 50 km           |           |           | 2:06:31,1     | 17.           |
| Franz Göring                                                    | 15 km           |           |           | 41:29,9       | 43.           |
| Andreas Schlütter                                               | 15 km           |           |           | 38:44,7       | 7.            |
| René Sommerfeldt                                                | 15 km           |           |           | 39:17,2       | 11.           |
| René Sommerfeldt                                                | 30 km           |           |           | nem ért célba | nem ért célba |
| René Sommerfeldt                                                | 50 km           |           |           | 2:08:03,0     | 36.           |
| Jens Filbrich Andreas Schlütter                                 | Csapatsprint    | 17:22,6   | 3.        | 17:14,0       | 4.            |
| Andreas Schlütter Jens Filbrich René Sommerfeldt Tobias Angerer | 4 × 10 km váltó |           |           | 1:44:01,4     |               |

Női
| Versenyző                                                          | Versenyszám    | Selejtező | Selejtező | Negyeddöntő | Negyeddöntő | Elődöntő | Elődöntő | B döntő | B döntő | Döntő     | Döntő    |
| Versenyző                                                          | Versenyszám    | Idő       | Hely.     | Idő         | Hely.       | Idő      | Hely.    | Idő     | Hely.   | Idő       | Helyezés |
| ------------------------------------------------------------------ | -------------- | --------- | --------- | ----------- | ----------- | -------- | -------- | ------- | ------- | --------- | -------- |
| Viola Bauer                                                        | 10 km          |           |           |             |             |          |          |         |         | 29:03,6   | 10.      |
| Stefanie Böhler                                                    | Sprint         | 2:18,14   | 30.       | 2:18,5      | 4.          | kiesett  | kiesett  | kiesett | kiesett | kiesett   | 20.      |
| Stefanie Böhler                                                    | 10 km          |           |           |             |             |          |          |         |         | 30:43,2   | 38.      |
| Stefanie Böhler                                                    | 15 km          |           |           |             |             |          |          |         |         | 45:56,9   | 28.      |
| Stefanie Böhler                                                    | 30 km          |           |           |             |             |          |          |         |         | 1:26:19,2 | 20.      |
| Nicole Fessel                                                      | Sprint         | 2:18,35   | 31.       | kiesett     | kiesett     | kiesett  | kiesett  | kiesett | kiesett | kiesett   | 31.      |
| Nicole Fessel                                                      | 30 km          |           |           |             |             |          |          |         |         | 1:34:06,2 | 48.      |
| Manuela Henkel                                                     | Sprint         | 2:16,04   | 14.       | 2:16,4      | 3.          | kiesett  | kiesett  | kiesett | kiesett | kiesett   | 12.      |
| Manuela Henkel                                                     | 15 km          |           |           |             |             |          |          |         |         | 48:21,8   | 52.      |
| Claudia Künzel                                                     | Sprint         | 2:13,64   | 4.        | 2:15,5      | 1.          | 2:15,5   | 1.       |         |         | 2:13,0    |          |
| Claudia Künzel                                                     | 10 km          |           |           |             |             |          |          |         |         | 29:31,6   | 17.      |
| Claudia Künzel                                                     | 15 km          |           |           |             |             |          |          |         |         | 44:48,1   | 18.      |
| Claudia Künzel                                                     | 30 km          |           |           |             |             |          |          |         |         | 1:23:02,1 | 6.       |
| Evi Sachenbacher-Stehle                                            | 10 km          |           |           |             |             |          |          |         |         | 29:38,4   | 20.      |
| Evi Sachenbacher-Stehle                                            | 30 km          |           |           |             |             |          |          |         |         | 1:25:15,8 | 13.      |
| Evi Sachenbacher-Stehle Viola Bauer                                | Csapatsprint   | 17:34,7   | 4.        |             |             |          |          |         |         | 17:03,5   | 5.       |
| Stefanie Böhler Viola Bauer Evi Sachenbacher-Stehle Claudia Künzel | 4 × 5 km váltó |           |           |             |             |          |          |         |         | 54:57,7   |          |

## Síugrás
| Versenyző                                                   | Versenyszám | Selejtező | Selejtező | 1. ugrás | 1. ugrás | 2. ugrás | 2. ugrás | Összesítés | Összesítés |
| Versenyző                                                   | Versenyszám | Pont      | Hely.     | Pont     | Hely.    | Pont     | Hely.    | Pont       | Helyezés   |
| ----------------------------------------------------------- | ----------- | --------- | --------- | -------- | -------- | -------- | -------- | ---------- | ---------- |
| Alexander Herr                                              | Normálsánc  | 125,5     | 7.        | 119,0    | 22.      | 112,0    | 23.*     | 231,0      | 21.*       |
| Michael Neumayer                                            | Normálsánc  | 127,0     | 4.**      | 129,5    | 9.       | 131,0    | 5.*      | 260,5      | 8.         |
| Michael Neumayer                                            | Nagysánc    | 114,4     | 3.        | 110,3    | 11.      | 118,8    | 11.      | 229,1      | 11.        |
| Martin Schmitt                                              | Nagysánc    | 92,1      | 15.*      | 97,2     | 27.*     | 115,4    | 13.      | 212,6      | 19.        |
| Georg Späth                                                 | Normálsánc  |           |           | 124,5    | 17.      | 126,5    | 10.      | 251,0      | 12.        |
| Georg Späth                                                 | Nagysánc    |           |           | 108,6    | 13.**    | 103,6    | 23.      | 212,2      | 20.        |
| Michael Uhrmann                                             | Normálsánc  |           |           | 128,0    | 10.      | 136,0    | 1.       | 264,0      | 4.         |
| Michael Uhrmann                                             | Nagysánc    |           |           | 106,3    | 17.*     | 108,6    | 18.      | 214,9      | 16.        |
| Michael Neumayer Martin Schmitt Michael Uhrmann Georg Späth | Csapat      |           |           | 446,0    | 4.       | 476,6    | 4.       | 922,6      | 4.         |

* - egy másik versenyzővel azonos eredményt ért el

** - két másik versenyzővel azonos eredményt ért el

## Snowboard
Halfpipe
| Versenyző          | Versenyszám | 1. selejtező | 1. selejtező | 2. selejtező | 2. selejtező | Döntő      | Döntő      | Döntő   | Helyezés |
| Versenyző          | Versenyszám | Pont         | Hely.        | Pont         | Hely.        | 1. forduló | 2. forduló | Hely.   | Helyezés |
| ------------------ | ----------- | ------------ | ------------ | ------------ | ------------ | ---------- | ---------- | ------- | -------- |
| Xaver Hoffmann     | Férfi       | 22,6         | 27.          | 18,7         | 28.          | kiesett    | kiesett    | kiesett | 34.      |
| Vinzenz Lüps       | Férfi       | 33,9         | 11.          | 39,5         | 4.           | 28,7       | 36,8       | 9.      | 9.       |
| Jan Michaelis      | Férfi       | 34,5         | 10.          | 36,3         | 9.           | kiesett    | kiesett    | kiesett | 15.      |
| Christophe Schmidt | Férfi       | 39,4         | 6.           |              |              | 33,2       | 37,5       | 8.      | 8.       |

Parallel giant slalom
| Versenyző       | Versenyszám | Selejtező | Selejtező | Nyolcaddöntő                      | Negyeddöntő                       | Elődöntő                    | Döntő                        | Helyezés |
| Versenyző       | Versenyszám | Idő       | Hely.     | Ellenfél Eredmény                 | Ellenfél Eredmény                 | Ellenfél Eredmény           | Ellenfél Eredmény            | Helyezés |
| --------------- | ----------- | --------- | --------- | --------------------------------- | --------------------------------- | --------------------------- | ---------------------------- | -------- |
| Patrick Bussler | Férfi       | 1:12,54   | 19.       | kiesett                           | kiesett                           | kiesett                     | kiesett                      | 19.      |
| Markus Ebner    | Férfi       | 1:12,22   | 17.       | kiesett                           | kiesett                           | kiesett                     | kiesett                      | 17.      |
| Amelie Kober    | Női         | 1:21,33   | 5.        | Nicolien Sauerbreij (NED) · -0,03 | Szvetlana Boldikova (RUS) · -0,07 | Doris Günther (AUT) · -3,76 | Daniela Meuli (SUI) · +15,97 |          |

Snowboard cross
| Versenyző         | Versenyszám | Selejtező | Selejtező | Nyolcaddöntő | Negyeddöntő | Elődöntő | Döntő      | Helyezés |
| Versenyző         | Versenyszám | Idő       | Hely.     | Helyezés     | Helyezés    | Helyezés | Helyezés   | Helyezés |
| ----------------- | ----------- | --------- | --------- | ------------ | ----------- | -------- | ---------- | -------- |
| Alex Kupprion     | Férfi       | 1:24,66   | 36.       | kiesett      | kiesett     | kiesett  | kiesett    | 36.      |
| Michael Layer     | Férfi       | 1:22,43   | 23.       | 4.           | kiesett     | kiesett  | kiesett    | 27.      |
| David Speiser     | Férfi       | 1:23,38   | 31.*      | 4.           | kiesett     | kiesett  | kiesett    | 32.      |
| Katharina Himmler | Női         | 1:32,15   | 13.       |              | 3.          |          | C-döntő 4. | 12.      |

* - egy másik versenyzővel azonos eredményt ért el

## Szánkó
| Versenyző                          | Versenyszám | 1. futam | 1. futam | 2. futam | 2. futam | 3. futam | 3. futam | 4. futam | 4. futam | Összesítés | Összesítés |
| Versenyző                          | Versenyszám | Idő      | Hely.    | Idő      | Hely.    | Idő      | Hely.    | Idő      | Hely.    | Idő        | Helyezés   |
| ---------------------------------- | ----------- | -------- | -------- | -------- | -------- | -------- | -------- | -------- | -------- | ---------- | ---------- |
| Jan Eichhorn                       | Férfi egyes | 52,103   | 10.      | 51,469   | 3.       | 51,656   | 6.       | 51,515   | 4.       | 3:26,743   | 6.         |
| Georg Hackl                        | Férfi egyes | 51,856   | 3.       | 51,583   | 7.       | 51,806   | 8.       | 51,674   | 7.       | 3:26,919   | 7.         |
| David Möller                       | Férfi egyes | 52,085   | 8.       | 51,533   | 5.       | 51,655   | 5.       | 51,438   | 1.       | 3:26,711   | 5.         |
| Tatjana Hüfner                     | Női egyes   | 47,109   | 2.       | 47,269   | 6.       | 47,101   | 3.       | 46,981   | 1.       | 3:08,460   |            |
| Silke Kraushaar                    | Női egyes   | 47,269   | 4.       | 46,860   | 2.       | 46,991   | 2.       | 46,995   | 2.       | 3:08,115   |            |
| Sylke Otto                         | Női egyes   | 47,041   | 1.       | 46,820   | 1.       | 46,902   | 1.       | 47,216   | 3.       | 3:07,979   |            |
| Andre Florschuetz Torsten Wustlich | Kettes      | 47,141   | 3.       | 47,666   | 3.       |          |          |          |          | 1:34,807   |            |
| Patric Leitner Alexander Resch     | Kettes      | 47,198   | 4.       | 47,762   | 7.       |          |          |          |          | 1:34,960   | 6.         |

## Szkeleton
| Versenyző       | Versenyszám | 1. futam | 1. futam | 2. futam | 2. futam | Összesítés | Összesítés |
| Versenyző       | Versenyszám | Idő      | Hely.    | Idő      | Hely.    | Idő        | Helyezés   |
| --------------- | ----------- | -------- | -------- | -------- | -------- | ---------- | ---------- |
| Sebastian Haupt | Férfi       | 58,48    | 7.       | 59,10    | 11.      | 1:57,58    | 9.         |
| Frank Rommel    | Férfi       | 59,94    | 20.      | 1:00,41  | 23.      | 2:00,35    | 24.        |
| Anja Huber      | Női         | 1:01,12  | 10.      | 1:01,44  | 7.       | 2:02,56    | 8.         |
| Diana Sartor    | Női         | 1:00,29  | 2.       | 1:01,40  | 5.       | 2:01,69    | 4.         |